# 1978年10月2日日食
1978年10月2日日食是一次日偏食，發生於1978年10月2日。新月當天（即朔日），地球上觀測到月球和太阳的角距離極小，此時月球如果恰好在月球交點附近，穿過太阳和地球之間，與地球、太阳接近一直線，則會出現日食。由於月球偏北或偏南，本影及偽本影從地球以北或以南經過而未接觸地表，只有半影覆蓋了地球北端或南端部分區域，形成日偏食。此次日偏食月球偏北，出現在苏联大部、东亚大部及周邊部分地區。

## 日食概況

### 出現區域
本次日偏食可在挪威本土除西南部外的大部、斯瓦尔巴、瑞典除南端外的絕大部分、芬兰、苏联大部（今俄罗斯西南部和最東端以外的大部，及爱沙尼亚全境、拉脫維亞全境、立陶宛除東南部外的大部、白俄罗斯北部、哈萨克斯坦北部和中東部、吉尔吉斯斯坦東部）、中国大陆除西部、西南部、南海沿岸等地外的大部、臺灣、蒙古、朝鲜半岛、日本看到。

### 基本參數
- 類型：日偏食
- 食分最大處（位於苏联雅庫特蘇維埃社會主義自治共和國東北部海岸以北約120公里的东西伯利亚海）資料：
  - 時間：1978年10月2日6:27:54
  - 地點：72°00′N 159°36′E / 72.0°N 159.6°E
  - 食分：0.6905（日食帶內最大）[3]

## 相關的日食

### 1975-1978年的日食
月球交替位於相對的月球交點時，以半個交點年（食年），即約177天又4小時間隔出現下列日食。
| 降交點   | 降交點                   |          | 升交點                   | 升交點 |
| 沙羅周期 | 地圖                     | 沙羅周期 | 地圖                     |        |
| 118      | 1975年5月11日 偏食（北） | 123      | 1975年11月3日 偏食（南） |        |
| 128      | 1976年4月29日 環食       | 133      | 1976年10月23日 全食      |        |
| 138      | 1977年4月18日 環食       | 143      | 1977年10月12日 全食      |        |
| 148      | 1978年4月7日 偏食（南）  | 153      | 1978年10月2日 偏食（北） |        |

### 沙羅周期
沙羅周期長度為18年11天。本次日食屬於沙羅周期153，共包含70次日食，依次為1870年7月28日至2086年12月6日的13次日偏食、2104年12月17日至2970年5月26日的49次日環食、2988年6月5日至3114年8月22日的8次日偏食，總共歷時1244.08年。本周期並無日全食。
下表列舉了1901年至2100年間發生的屬於該周期的日食，是第3至13次：
| 3              | 4             | 5              |
| -------------- | ------------- | -------------- |
| 1906年8月20日  | 1924年8月30日 | 1942年9月10日  |
| 6              | 7             | 8              |
| 1960年9月20日  | 1978年10月2日 | 1996年10月12日 |
| 9              | 10            | 11             |
| 2014年10月23日 | 2032年11月3日 | 2050年11月14日 |
| 12             | 13            |                |
| 2068年11月24日 | 2086年12月6日 |                |

## 資料來源
1. ↑  樊忠玉. . 中国天文科普网.   [2016-03-13]. （原始内容存档于2014-09-17）.
2. ↑  Fred Espenak. . NASA Eclipse Web Site.   [2016-03-13]. （原始内容存档于2020-10-20）.（英文）
3. ↑  Fred Espenak. . NASA Eclipse Web Site.   [2016-03-13]. （原始内容存档于2020-10-22）.（英文）
4. ↑  Fred Espenak. . NASA Eclipse Web Site.（英文）

## 外部連結
- NASA日食專頁（页面存档备份，存于）（英文）
- 可見區域圖和時間統計：由弗雷德·埃斯佩納克做出的日食預報，NASA/GSFC
  - 貝塞爾元素

| \| \| 日食 \|                            |                              |                                           |
| 上一次日食： 1978年4月7日日食 （日偏食） | 1978年10月2日日食 （日偏食） | 下一次日食： 1979年2月26日日食 （日全食） |
| 上一次日偏食： 1978年4月7日日食          | 1978年10月2日日食 （日偏食） | 下一次日偏食： 1982年1月25日日食          |
|                                          | 日食                         |                                           |